# Open (película de 2010)
Open es una película dramática estadounidense de 2010, escrita y dirigida por Jake Yuzna. La historia se centra en dos historias de amor entrelazadas protagonizadas por individuos real queer, trans y pandróginos  mientras exploran nuevas formas de amor, sexo y género que emergen en los albores del nuevo milenio.
Estrenada en la sección Panorama del Festival de Cine de Berlín en 2010,  Open se convirtió en la primera película estadounidense en ganar el Premio del Jurado Teddy en el Teddy Award.   La película también ganó Mejor Película Narrativa en el Festival TLV en Tel Aviv Israel, Mejor Actuación en Newfest, además de que Jake Yuzna fue nombrado cineasta Four in Focus en Outfest.  Gran parte de la película se inspiró en el artista y músico Genesis P-Orridge,  quien se desempeñó como consultor creativo de la película y se incluye en un diálogo posterior a la proyección con Jake Yuzna en New Museum  disponible como característica adicional en DVD. sobre el lanzamiento norteamericano. El dúo musical Adult, con sede en Detroit, creó una banda sonora original para la película.
La película fue producida por Narrative Films y estrenada por Ariztical Entertainment en Norteamérica el 27 de septiembre de 2011.

## Trama
Cuando la joven hermafrodita Cynthia (Gaea Gaddy) conoce a Gen (Tempest Crane) y Jay (Jendeen Forberg), una pareja que se recupera de una cirugía plástica descubre la Pandroginia, en la que dos personas fusionan sus rasgos faciales para reflejar su evolución de forma separada. identidades en una entidad unificada.
Inspirada por esto, Cynthia abandona a su marido y su vida suburbana para embarcarse en un viaje por carretera con Gen a través de los restos de los Estados Unidos del siglo XX.
Al mismo tiempo, un joven trans, Syd (Morty Diamond), conoce a un joven punk, Nick (Daniel Luedtke). Después de tener relaciones sexuales entre ellos y de alguien nacido del sexo opuesto asignado por primera vez, Syd y Nick se enamoran, un amor que los obliga a confrontar cómo los tratamientos hormonales han cambiado para siempre el sexo y las relaciones.
No es ciencia ficción, sino realidad estadounidense, OPEN reúne a un elenco de personas hermafroditas, pandróginas y transgéneros reales para crear una mirada reveladora a los pioneros de la nueva experiencia humana y las posibilidades emergentes para la humanidad en los albores de un nuevo milenio.

## Elenco
- Gaea Gaddy como Cynthia, una joven intersexual.
- Morty Diamond como Sid, un joven trans.
- Daniel Luedtke como Nick, un joven queer.
- Tempest Crane y Jendeen Forberg como Gen y Jaye, una persona pandrógina basada en Génesis y Lady Jaye Breyer P Orridge .

## Premios
- 2010 - Premio del Jurado Teddy en el Premio Teddy
- Mejor Película Narrativa en el Festival TLV de Tel Aviv Israel
- Mejor Actuación (otorgada al actor Morty Diamond) en Newfest
- Cineasta Four in Focus (otorgado al director Jake Yuzna) en Outfest.